# Курган Бессмертия (Киреевский район)
Мемориальный комплекс «Курган Бессмертия» — памятник Великой Отечественной войны, расположенный в Киреевском районе Тульской области на развилке дорог Р140 Тула—Новомосковск и Быковка—Богородицк. Открыт 7 мая 1975 года, в канун 30-летия Победы. Входит в число крупнейших мемориальных комплексов Центрального федерального округа, один из восьми в Тульской области, находящихся на государственном учёте.

## Описание
Комплекс состоит из двух скульптур: воин с преклонённым коленом и женщина-мать. В центре — Вечный огонь и пять братских могил, где захоронено около 5000 солдат и офицеров РККА, погибших в годы Великой Отечественной войны на территории Тульской области, в частности в боях у сёл Дедилово, деревень Горки-Дубрава, Трещево, Морковщино, Фёдоровка. На стендах по сторонам аллеи, ведущей к кургану, упомянуты соединения и части 50-й армии: 239-я, 299-я, 330-я, 413-я стрелковые дивизии, 1-й гвардейский кавалерийский корпус и 32-я танковая бригада. На бетонных постаментах у кургана установлены две 76-мм артиллерийские пушки.
В переднюю стелу кургана замурованы Книга Славы и обращение к потомкам, в боковой части центральной аллеи — металлические капсулы с землей городов-героев — Тулы, Москвы, Ленинграда, Севастополя, Киева и других городов. Эти документы должны быть вскрыты в 2045 году к 100-летию Победы.
Высота кургана — 16 метров. На самом верху холма возвышается трёхгранный 6-метровый стальной шпиль.
С момента открытия на центральной аллее непосредственно рядом с Курганом можно было слышать стук человеческого сердца, идущий из-под земли, для этого памятник был оснащён специальной акустической системой.
С 2002 года Вечный огонь был погашен из-за финансовых трудностей администрации Киреевского района и зажигался только по особым торжественным датам — дважды в год, 9 мая и 23 февраля. Однако в 2009 году активистами молодёжного движения «Сталь» были собраны необходимые средства и оплачены поставки газа к мемориалу (около 100 тысяч рублей в год).

## Авторы
Эскиз и макет мемориала выполнены художником Н. Н. Петровичевым при участии бывшего главного инженера отдела строительства и архитектора Тулоблисполкома Б. Д. Сергеева, а также скульпторов Тульского художественного фонда.

Элементы композиции: в центре — Вечный огонь, слева — скульптура воина с преклонённым коленом, справа — женщина-мать.
Памятная стела бойцам 413-й и 330-й стрелковых дивизий.
Мужская фигура
Женская фигура
Общий вид комплекса